# WW Водолея
WW Водолея (лат. WW Aquarii) — одиночная переменная звезда в созвездии Водолея на расстоянии (вычисленном из значения параллакса) приблизительно 8329 световых лет (около 2554 парсеков) от Солнца. Видимая звёздная величина звезды — от более +14,5m до +10,5m.

## Характеристики
WW Водолея — красная пульсирующая переменная звезда, мирида (M) спектрального класса M7/8. Эффективная температура — около 3329 К.